# Glenn Cook
Glenn Cook (1963) è un triatleta britannico.

## Carriera
È arrivato secondo ai primi campionati del mondo di triathlon con un totale di 2:00:03, vinti da Mark Allen (1:58:45), che si sono svolti ad Avignone nel 1989. Terzo assoluto e bronzo è stato il neozelandese Rick Wells (2:00:55).
Si è laureato campione d'Europa di triathlon middle distance nel 1987 a Roth, arrivando al traguardo con un totale di 3:57:19.

## Titoli
- Campione europeo di triathlon middle distance (Élite) - 1987, 1992